# Nowoberezowo
Nowoberezowo (do 31 grudnia 2002 Nowe Berezowo) – wieś w Polsce położona w województwie podlaskim, w powiecie hajnowskim, w gminie Hajnówka. 
| SIMC    | Nazwa          | Rodzaj    |
| ------- | -------------- | --------- |
| 0029736 | Na Zahorodziu  | część wsi |
| 0029742 | Staropole      | część wsi |
| 0029759 | Wielka Bokówka | część wsi |

W 1954 roku miejscowość była siedzibą gminy Nowoberezowo. W latach 1954–1970 wieś była siedzibą władz gromady Nowoberezowo, do której należała aż do zniesienia gromad. W latach 1975–1998 miejscowość administracyjnie należała do województwa białostockiego. 1 stycznia 2003 nastąpiła zmiana nazwy wsi z Nowe Berezowo na Nowoberezowo.
Wieś jest siedzibą prawosławnej parafii Wniebowstąpienia Pańskiego, a wierni kościoła rzymskokatolickiego należą do parafii Podwyższenia Krzyża Świętego i św. Stanisława, Biskupa i Męczennika w Hajnówce.

## Historia

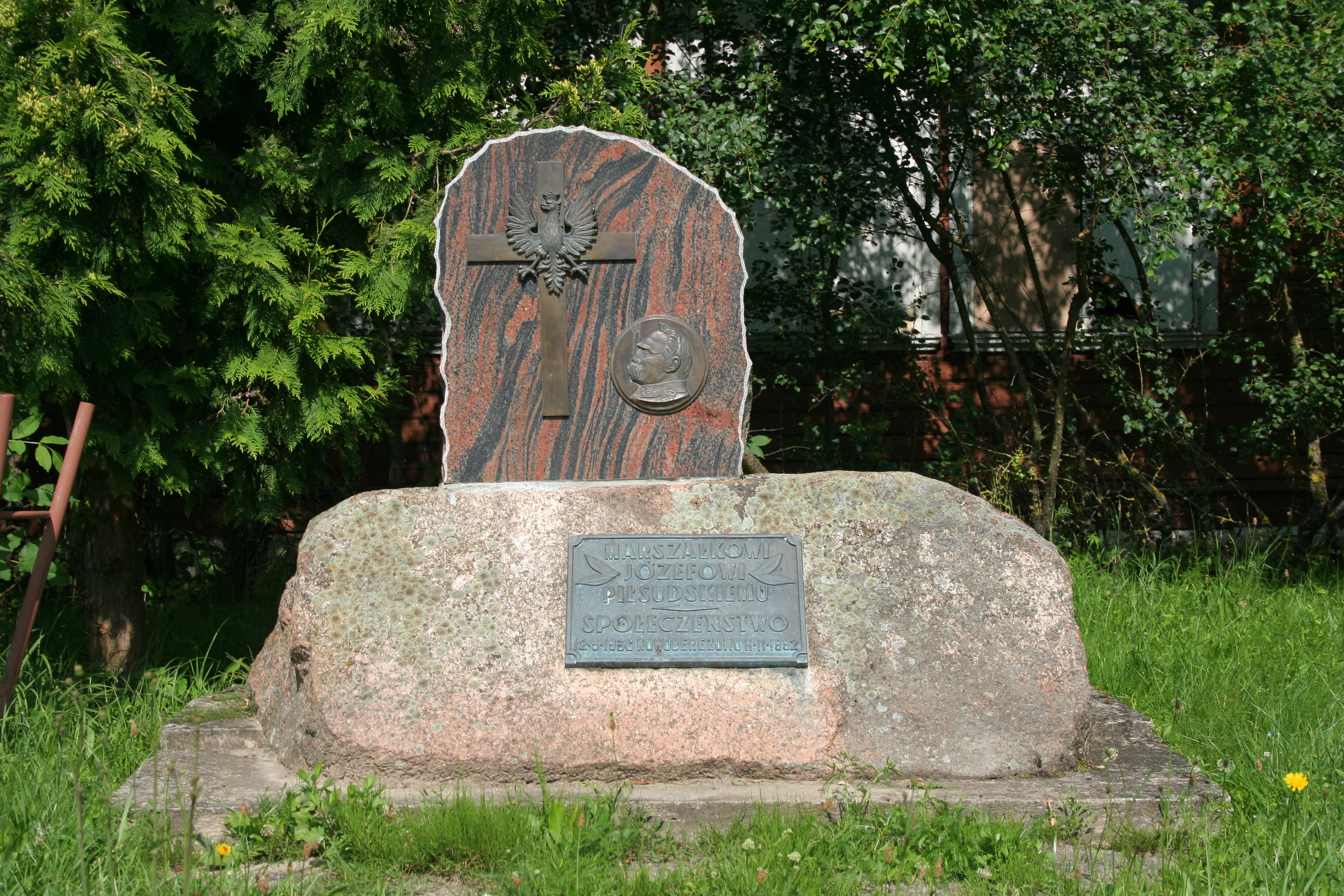

Według tradycji została założona przed 1611 rokiem przez mieszkańców Starego Berezowa po pożarze, który strawił ich wieś. Początkowo nosiła nazwę Nowe Berezowo. W lustracji Województwa Podlaskiego z 1664 roku jest wzmianka o mieszkającym we wsi żołnierzu piechoty wybranieckiej. W tym czasie wieś posiadała 22 włóki ziemi.
W 1897 roku wieś liczyła 85 domów z 529 mieszkańcami. Według stanu z 31 grudnia 2012 mieszkało tu 278 stałych mieszkańców.
We wsi znajduje się prywatny skansen, który obejmuje dwie chaty z XIX wieku. Stanowią one zarazem gospodarstwo agroturystyczne. Znajduje się tam także pomnik poświęcony Józefowi Piłsudskiemu.
12.11.2022 roku odsłonięto odrestaurowany pomnik Józefa Piłsudskiego. To replika pomnika, który został odsłonięty w 1936 roku. (przetrwał do 1939 roku, do momentu wejścia armii sowieckiej do Polski) Replikę przedwojennego monumentu z inicjatywy ówczesnych władz miejscowej szkoły i rodziców odsłonięto w 1992 roku. Pomnik w ostatnim czasie poddano pracom restauratorskim, a w związku z tym, że szkoła została zlikwidowana, zmieniono jego miejsce. Odnowiony pomnik stanął przy Domu Dziennego Pobytu.

## Zabytki

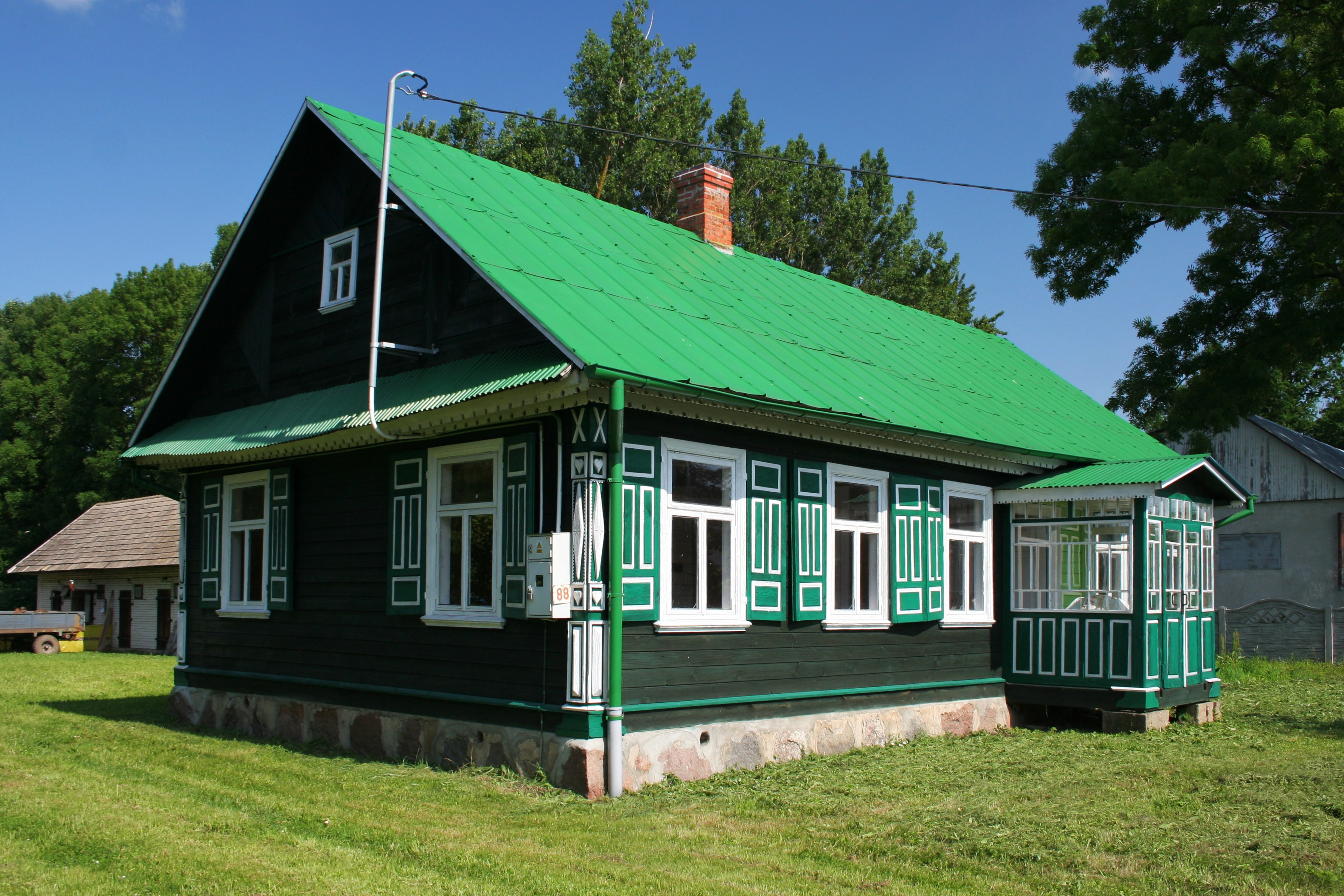
Jeden z drewnianych domów z ludowymi zdobieniami

- parafialna cerkiew prawosławna pod wezwaniem Wniebowstąpienia Pańskiego, 1873–1876, nr rej.: A-12 z 17.08.2000
- cmentarz cerkiewny, nr rej.: A-12 z 17.08.2000
- ogrodzenie z bramą, nr rej.: A-12 z 17.08.2000
- drewniana filialna cerkiew prawosławna pod wezwaniem św. Jana Teologa (dawniej greckokatolicka), 1771, nr rej.: 9 z 3.11.1951
- cmentarz prawosławny z cerkwią pw. Przemienienia Pańskiego (w pobliżu wsi Wygoda), 1857, nr rej.: A-96 z15.11.1990[10].

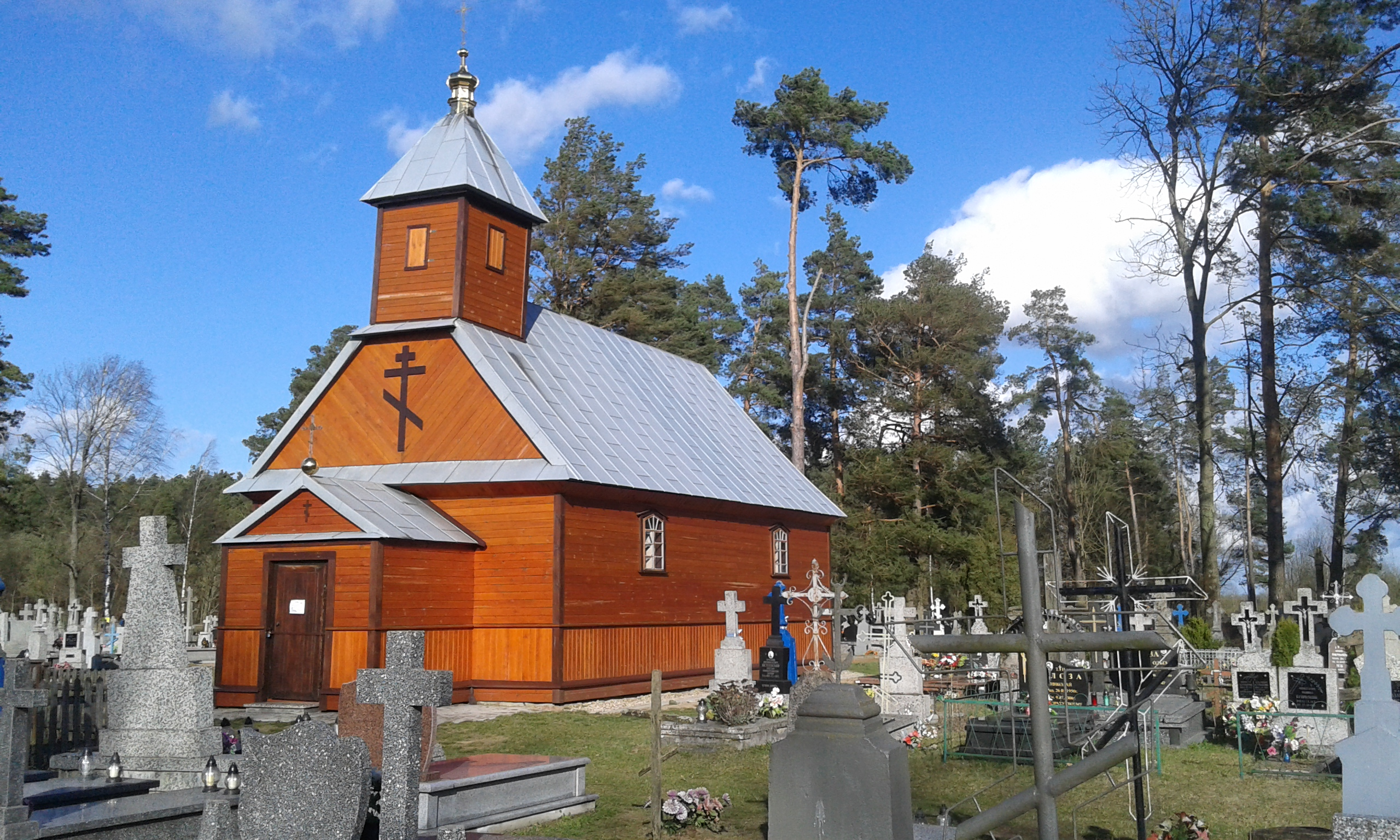
Cerkiew prawosławna pw. Przemienienia Pańskiego, drewniana z 1840 r., przeniesiona z Czyżyk w 1925 r. na cmentarz w Nowoberezowie

## Osoby związane z Nowoberezowem
- Antoni Pańkowski (1805–1877) – duchowny greckokatolicki (unicki), po 1838 prawosławny, proboszcz nowoberezowski, organizator zamieszek w Nowoberezowie w październiku 1838 r.
- Antoni Lebiedź  – polski działacz polityczny i samorządowy, poseł na Sejm PRL II kadencji (1957–1961)[11].